# Portovelo (cantão)
Portovelo é um cantão do Equador localizado na província de El Oro.
A capital do cantão é a cidade de Portovelo.